# Eunidia dilacerata
Eunidia dilacerata là một loài bọ cánh cứng trong họ Cerambycidae.